# Segrate
Segrate (Segrad en llombard) és un municipi italià amb 36.901 habitants situat a la regió de la Llombardia i a la ciutat metropolitana de Milà.

## Història
El document més antic en el que es menciona la ciutat es de l'any 830 d.C., i ha estat trobat en el Codex Diplomaticus Longobardiae, una recopilació d'actes públics i privats. El contingut del document, redactat en el Monestir de Sant'Ambrogio, es tracta d'un intercanvi de terrenys situats a Cologno. Entre les persones citades que participarien en l'operació jurídica de l'intercanvi es cita un tal Giovanni di Rovagnasco, el qual pot ser considerat l'habitant més antic de Segrate de qual es tingui memòria. El fet que els primers documents siguin només del segle IX no ha impedit fer algunes consideracions i hipòtesis sobre la història de Segrate del segle anterior.
El 1869, després d'una hipòtesi d'unió amb el municipi veí de Piotello, es va decidir annexionar a Segrate els municipis suprimits de Novegro i Rovagnasco, que es convertirien en districtes municipals a partir de l'1 de gener de 1870
El 14 de març de 1972. a prop d'una torre d'alta tensió situada a prop de Cascina Gabbadera, accessible desde Cassanese i a l'est de la zona on posteriorment es construiría la biblioteca de Via degli Alpini, va ser trobat el cos de l'editor Giangiacomo Feltrinelli, desplaçat per una explosió. La seva mort es va donar en circumstàncies misterioses.

## Símbols
L'escut i el gonfanó de Segrate van ser otorgats per decret del President de la República l'11 d'octubre de 1965.

El gonfanó de Segrate

El color blau del camp i l'ala d'àguila al centre de l'escut representen l'aeroport Forlanini de Linate, l'element més característic del territori municipal. El besant, és a dir, la moneda i l'abella al·ludeixen a la prosperitat econòmica i la laboriositat de la seva població. El curs d'aigua al final de l'escut fa referència a la zona de l'Idroscalo, que forma part del seu territori.